# Альмаден (родовище ртуті)

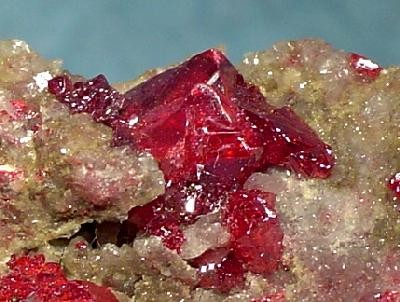
Альмаден. Мінерал кіновар. Руда ртуті.

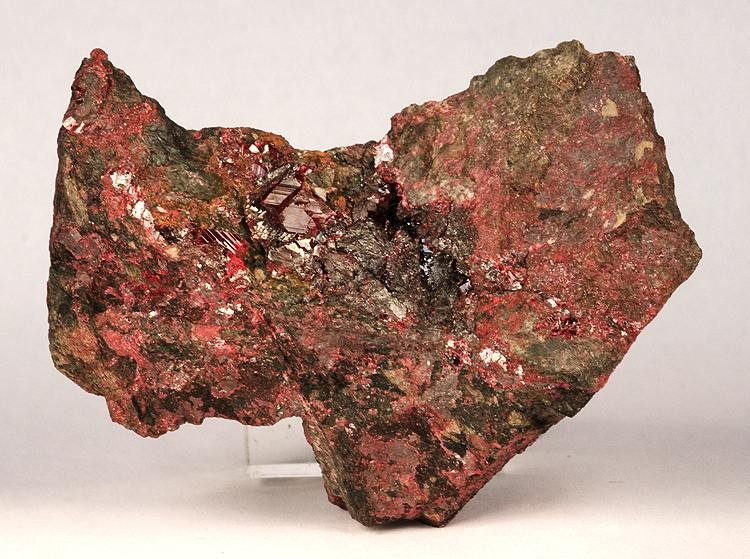
Альмаден. Мінерал кіновар. Руда ртуті.

Альмаден (Almaden) — найбільше у світі, унікальне за якістю руд ртутне родовище в Іспанії, в провінції Сьюдад-Реаль, за декілька кілометрів на захід від м. Альмаден. 

## Історія
Розробляється з 1-го тис. до н. е., тобто його безперервна експлуатація ведеться вже понад 2000 років; оцінки сумарного видобутку за цей період коливаються від 250 до 500 тис. тонн ртуті. 

## Характеристика
Родовище належить до телетермального генетичного класу, до кварцово-дикітового промислового типу. Родовище розташоване на південному крилі великої (60×40 км) Шилонської синкліналі, складеної нижньопалеозойськими сланцями з трьома пачками кварцитів, часто мінералізованих. Рудоносна пачка (40–60 м) містить три пласта рудних кварцитів, що сходяться на глибині (по 4–12 м). Падіння пластів майже вертикальне. Руди масивні, щільні; крім кіноварі містять помітну кількість (до 1/20) самородної ртуті. З глибиною вміст ртуті закономірно змінюється (%): 30 м — 20 %, 18 — 12 %, 7 — 5 %, 4 — 3 %, 2 — 1 %. Середній вміст ртуті в рудах Альмадену з 1900 по 1932 рр., становив 5,5 %; сьогодні в запасах родовища він не перевищує 1 %. Загальні запаси родовища з урахуванням видобутого металу оцінюються в 0,5–1,0 млн тонн ртуті. 

## Технологія розробки
Видобуток ведеться в глибоких шахтах. Система розробки стелеуступна з селективною виїмкою.